# Sergio Allievi
Sergio Allievi (* 17. ledna 1964, Essen, NSR) je bývalý německý fotbalový útočník. Celou kariéru strávil v německých klubech, do reprezentace se nedostal. Po skončení aktivní hráčské kariéry se stal trenérem.
V létě 1990 odešel jako jeden z prvních západoněmeckých fotbalistů do Německé demokratické republiky (konkrétně do Dynama Drážďany).